# アミチョウチョウウオ
アミチョウチョウウオ（網蝶々魚、学名：Chaetodon rafflesii）は、スズキ目チョウチョウウオ科に分類される魚類の一種。種小名はラフレシアを発見したラッフルズへの献名である。

## 形態
- 全長15cm[1]。
- 全体的に黄色一色。網目模様がある。
- 幼魚までは背鰭後端に黒点がある。
- 目を通る太い黒帯。頭部は少し青い斑がある。

よく似た種

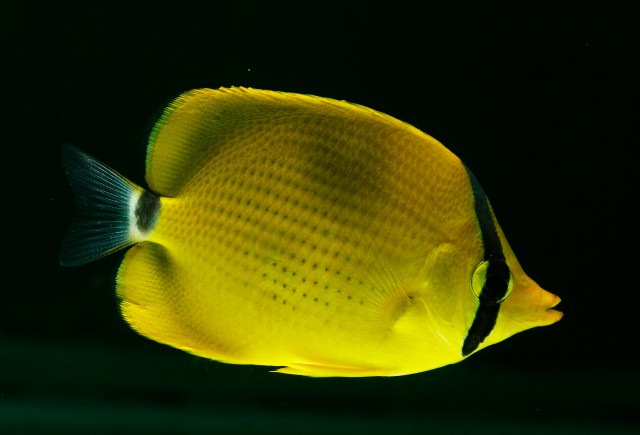
レモンチョウチョウウオ

よく似た種で、レモンチョウチョウウオがいる。両種は外見上酷似しているが、本種は黄色地に網目模様が入る。また、背鰭後端は糸状に伸びない。幼魚は背鰭後端に黒点があれば本種である。

## 生態
雑食で、サンゴのポリプを主に、底生小動物、藻類などを食べる。
水深3-15mのサンゴ礁や岩礁域に生息する。
幼魚は枝サンゴなどの枝間に見られ、成魚に比べ網目模様が薄く解かりづらいため、別種と勘違いしやすい。

## 分布
東部インド洋、中・西部太平洋の熱帯域。日本国内では、本州中部以南の太平洋岸、琉球列島。ミクロネシアからグレートバリアリーフに多い。

## 人間とのかかわり
観賞魚。チョウチョウウオ科の魚の中では比較的飼育しやすい。特に特徴のない地味さがあるが、飼い込むと段々黄色が強くなり、鮮やかになる。